# لابولبينة الهملايا
لابولبينة الهملايا (الاسم العلمي:Laboulbenia himalayensis) هي نوع من الفطريات تتبع جنس اللابولبينة من الفصيلة اللابولبينية.